# Gezond weer op
Gezond weer op is een Nederlands televisieprogramma op Net5 gepresenteerd door Art Rooijakkers.
In dit televisieprogramma spreekt Art Rooijakkers mensen aan in de hal van het Academisch Medisch Centrum in Amsterdam, dit kan leiden tot emotionele verhalen van mensen.
Wegens de slechte kijkcijfers werd besloten om na twee afleveringen het programma tijdelijk te laten stoppen. Sinds 6 januari 2008 worden de overige uitzendingen alsnog uitgezonden.

## Trivia
- Dit televisieprogramma wordt gemaakt door hetzelfde productieteam van Hello Goodbye.